# Tibor Szabó
Tibor Szabó (serb. Тибор Сабо; ur. 12 marca 1977 w Somborze) – były węgierski piłkarz serbskiego pochodzenia występujący na pozycji pomocnika.

## Kariera klubowa
Wychowanek serbskiego klubu FK Jedinstvo Lemeš. Występował również w juniorskich zespołach FK Partizana, FK Teleoptik oraz FK Vojvodiny.
W sezonie 2005/2006 gracz Dyskobolii Grodzisk Wielkopolski, do której trafił z satelickiego klubu Obra Kościan. Jego debiut w I lidze miał miejsce 20 sierpnia 2005 roku w meczu przeciwko Legii Warszawa, wygranym przez jego drużynę 2:0. W I lidze rozegrał 16 meczów, nie zdobył żadnej bramki.
W swojej karierze grał również w Debreceni VSC, Diósgyőri VTK, Budapest Honvéd FC, Ferencvárosi TC, Videoton FC, Lombardzie Pápa, FC Sopron oraz w rosyjskim Wołgarze-Gazprom Astrachań i greckim Panetolikos GFS.
Podczas kariery mierzył 170 centymetrów wzrostu, ważył 66 kilogramów.